# 社頭鄉百年老茄苳樹
23°54′26″N 120°34′56″E / 23.907111°N 120.582273°E
社頭鄉百年老茄苳樹，是位於臺灣彰化縣社頭鄉廣興村、中山路與員集路交叉口的茄苳樹，被當地人視為神樹。

## 樹狀

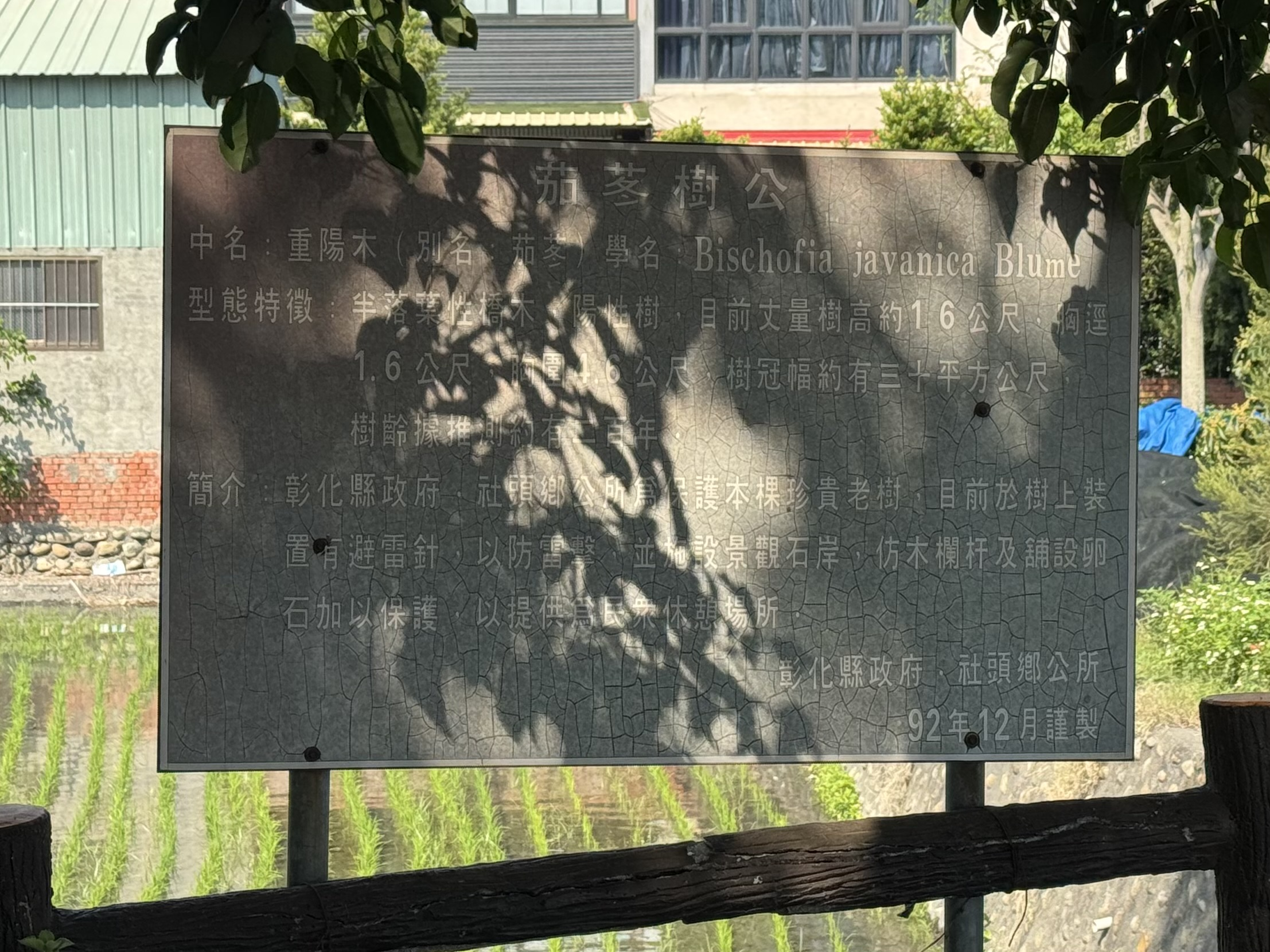
2003年樹狀資料告示

社頭鄉百年老茄苳樹長在社頭鄉廣興村中山路與員集路交會處，從員林市進入社頭鄉就可明顯見到。2000年報導樹高約16公尺、樹冠幅約30平方公尺。

## 信仰
此茄苳樹早年就被村人在樹前設供桌膜拜。每逢農曆初一、十五，信徒會前來此祭拜。在大家樂、六合彩盛行時，香火鼎盛。

## 保護
此茄苳樹為社頭鄉最早被列為珍貴樹木的老樹。1994年，北側樹幹遭潑灑強酸，經由中興大學林業專家與縣府農業局林務課會診後，才逐漸恢復生機。恢復期間，因樹狀曾半榮半枯，猶如超大型盆景，成了當地的了特殊街景。精省後，一度缺少維護預算。
2002年3月20日，因民眾發現根部燒成一個直徑約30公分的窟窿，社頭鄉公所建議籌設管理委員會。5月14日，因樹身乾枯，鄉公所報請縣府農業局搶救。15日，農業局生態保育課查看後，發現是媒病作祟。次年6月19日，由縣府自然保育課承辦人吳漢川、鄉公所農業課長魏錦江共同診斷蟲害。縣府除噴灑撲滅松救治，更核撥經費改善老周遭環境，增設護欄、植草皮、加裝避雷針。